# Maison K.
La maison K est une habitation unifamiliale située sur le boulevard Dewandre à Charleroi (Belgique). Elle est conçue en 1935 par l'architecte Joseph André pour M.K..

## Histoire
Le bâtiment est contemporain de la maison Dumont, conçue par le même architecte Joseph André et située de l'autre côté du boulevard Frans Dewandre. Il fait partie d'un ensemble d'œuvres architecturales contemporaines le long du boulevard, comme la maison Mazurelle de 1936 par Lucien Mazurelle, qui sont caractérisées par une façade en brique et des bow-windows.

## Architecture

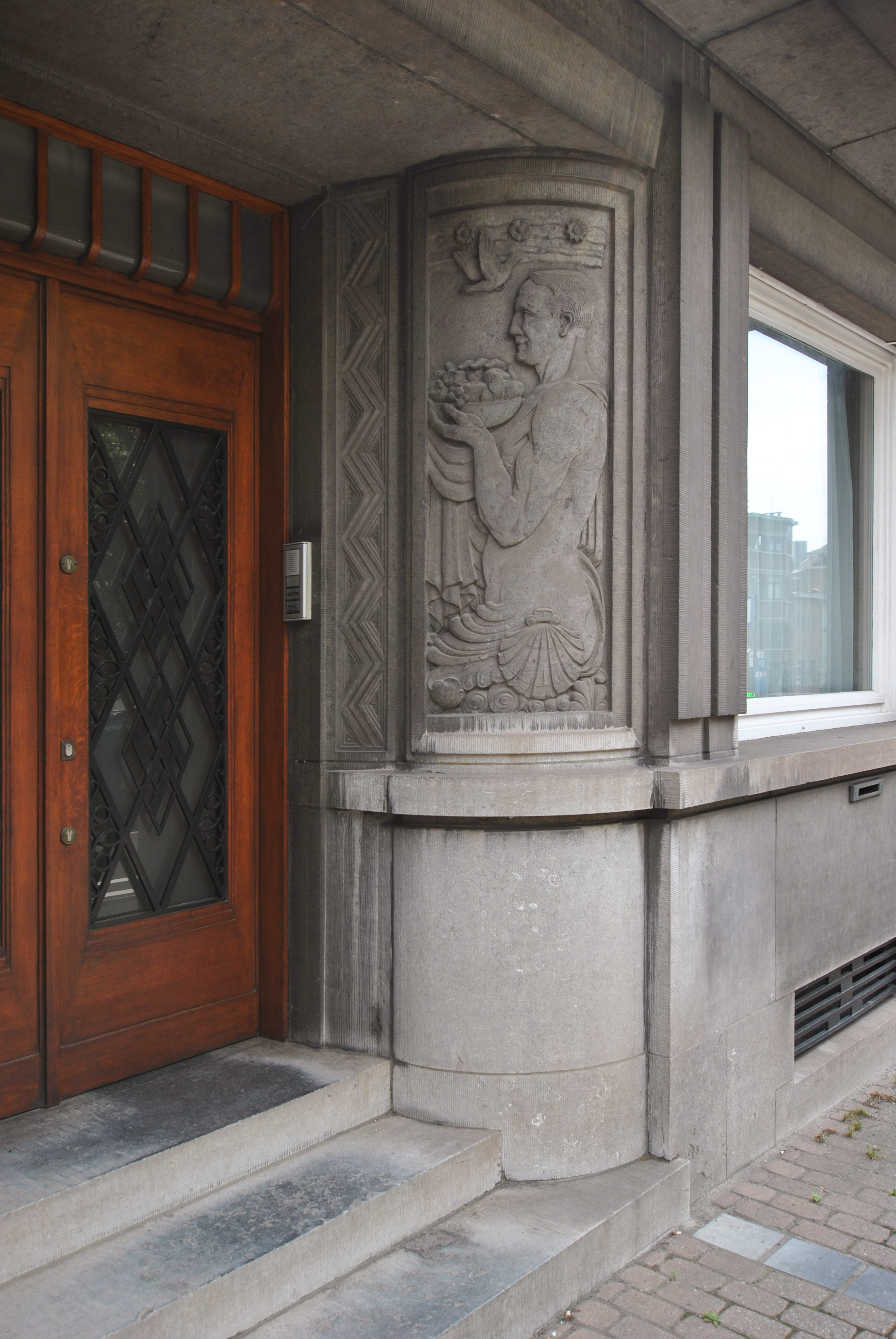
Détail bas-relief.

Le bâtiment Art déco de Joseph André a peu de choses en commun avec la maison Dumond et ses projets antérieurs. Cette maison est simple et sans décoration superflue. Les détails sont ponctuels et se limitent à la courbure des angles, aux garde-corps en métal et dans le bas-relief de l'entrée. Une comparaison par opposition formelle peut être faite avec la maison Dumond où Joseph André travailla avec des angles vifs,.